# Banco de germoplasma de peral y manzano de la Universidad de Lérida

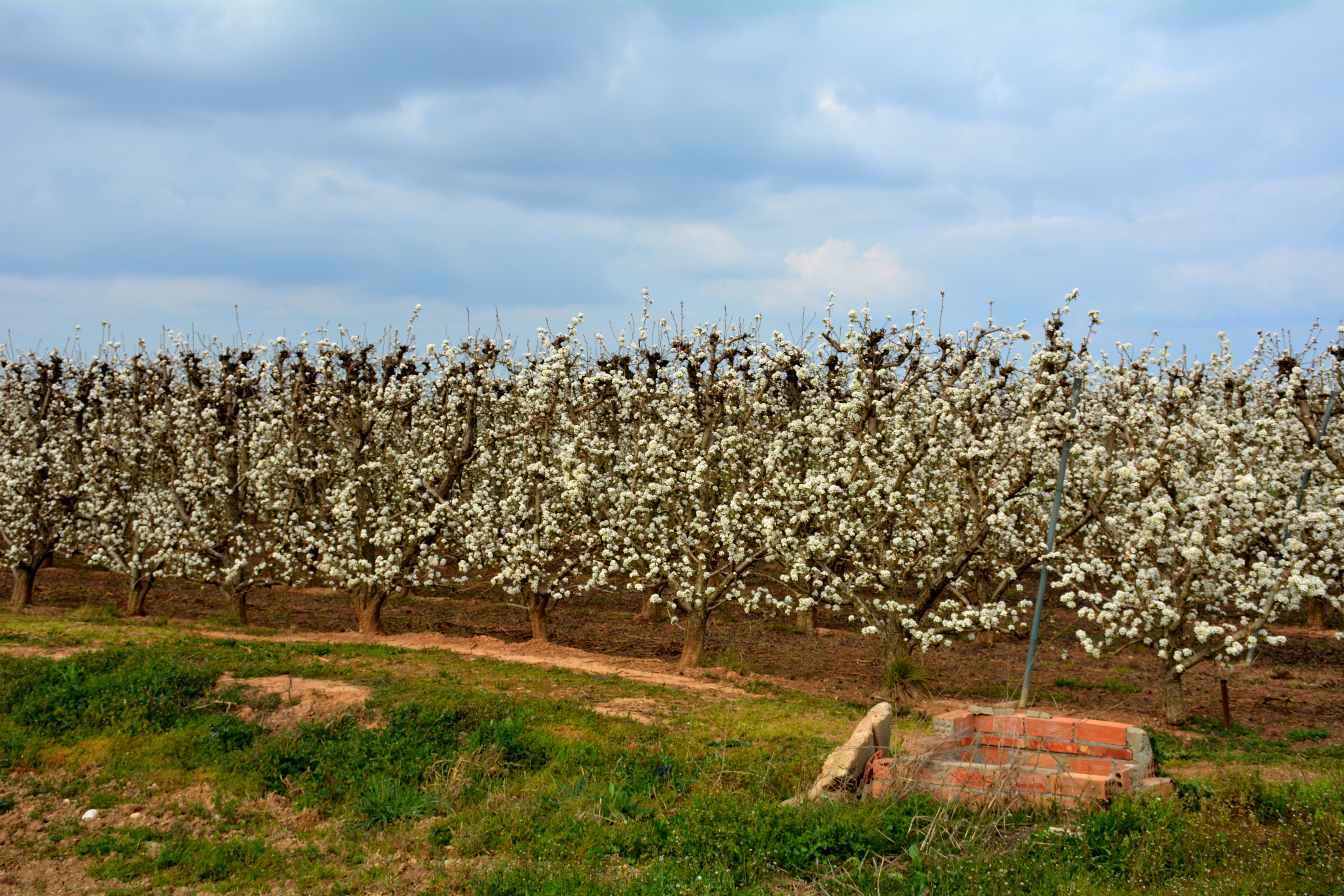
Perales en floración.

El Banco de germoplasma de peral y manzano de la Universidad de Lérida (ESP089 - BGUDL), se encuentra integrado en la Red de Colecciones del Programa de Conservación y Utilización de los Recursos Fitogenéticos para la Alimentación y la Agricultura, del Plan Nacional de I+D+I. Actualmente el banco de germoplasma reúne varias colecciones de variedades cultivares de manzanos (Malus domestica) y de perales (Pyrus communis). Está administrada conjuntamente con la Universidad de Lérida mediante la Escuela Técnica Superior de Ingeniería Agraria.

## Localización
El banco de germoplasma se ubica en Gimenells i el Pla de la Font en la comarca del Segriá.

## Historia
En España por poner un ejemplo la producción en peral se encuentra prácticamente concentrada en solo seis cultivares: 'Conferencia', 'Blanquilla', 'Packham’s', 'Magallón', 'Coscia' y 'Limonera'. Sin embargo la variabilidad genética que nos ha legado la horticultura a lo largo de generaciones de continuos cultivos y mejoras es alta, llegándose a contabilizar la existencia de más de 3000 cultivares mantenidos en diferentes repositorios de todo el mundo. Este fenómeno da una idea de la fuerte reducción en la base genética existente entre los perales cultivados comercialmente respecto a la potencialidad que presenta la especie.
Con el objetivo de crear un fondo de reserva genética para las variedades de la herencia, tanto de perales como de manzanos nace este banco de germoplasma. La colección se inició en 1986 y se encuentra implantada desde 1995 en la Finca de Gimenells de la Estación Experimental de Lérida - IRTA.

## Colecciones frutales
En la colección se implantan 3 árboles por entrada, con una distancia de 4 m entre las filas y entre árboles de 2 m en los perales y 1,5 m en los manzanos.
- El Banco tiene actualmente 170 entradas de perales, que se injerta sobre membrillero BA-29 o EM-A.[8][5][9]

- Accesión P-001 / código de entrada PSV - 001 'Temprana Lardero', origen La Rioja
- Accesión P-002 / código de entrada PSV - 002 'Temprana Torrecilla', origen La Rioja
- Accesión P-003 / código de entrada PSV - 003 'Mantecosa de Valencia', origen La Rioja
- Accesión P-011 / código de entrada PSV - 011 'Aguilar', origen Palencia
- Accesión P-019 / código de entrada PSV - 019 'Limonera Francesa', origen Provincia de Lérida
- Accesión P-020 / código de entrada PSV - 020 'Limonera Mutalbatarrec', origen Provincia de Lérida
- Accesión P-021 / código de entrada PSV - 021 'Extragüeña', origen Principado de Asturias
- Accesión P-022 / código de entrada PSV - 022 'Villaviciosa-1', origen Principado de Asturias
- Accesión P-041 / código de entrada PSV - 041 'Viñalets', origen Provincia de Lérida
- Accesión P-042 / código de entrada PSV - 042 'Clota', origen Provincia de Lérida
- Accesión P-043 / código de entrada PSV - 043 'Seremeñera', origen Provincia de Lérida
- Accesión P-044 / código de entrada PSV - 044 'Gitaneta', origen Provincia de Lérida|.[9]

- El banco cultiva 114 variedades de manzanos, que se injerta sobre portainjertos M-9 y en algún caso concreto sobre M-26 o MM-111.[8][5][10]

- Accesión M-002 / código de entrada MSV - 002 'Peruco Lardero', origen Lardero La Rioja
- Accesión M-003 / código de entrada MSV - 003 'Acedas Roja Lardero', origen Lardero La Rioja
- Accesión M-005 / código de entrada MSV - 005 'Agosteña Alberite', origen Lardero La Rioja
- Accesión M-008 / código de entrada MSV - 008 'Zamora-2', origen Cañizal Zamora
- Accesión M-011 / código de entrada MSV - 011 'Iregua Alberite', origen Alberite La Rioja
- Accesión M-012 / código de entrada MSV - 012 'Temprana Boiro', origen Boiro La Coruña
- Accesión M-013 / código de entrada MSV - 013 'Moceta', origen Lardero La Rioja
- Accesión M-014 / código de entrada MSV - 014 'Logrosem-1', origen Lérida Provincia de Lérida
- Accesión M-020 / código de entrada MSV - 020 'Gaya', origen Noales Huesca
- Accesión M-022 / código de entrada MSV - 022 'San Juan-Rosal1', origen O Rosal Pontevedra
- Accesión M-026 / código de entrada MSV - 026 'Vimianzo-1', origen Vimianzo Provincia de La Coruña
- Accesión M-028 / código de entrada MSV - 028 'Navalmoral de Béjar', origen Navalmoral de Béjar Salamanca
- Accesión M-034 / código de entrada MSV - 034 'Balaguer Flix-1', origen Balaguer Provincia de Lérida
- Accesión M-038 / código de entrada MSV - 038 'Medulas-1', origen Carucedo León
- Accesión M-042 / código de entrada MSV - 042 'Camosa', origen Les Valls d'Aguilar Provincia de Lérida
- Accesión M-045 / código de entrada MSV - 045 'Almenar-1', origen Almenar Provincia de Lérida
- Accesión M-058 / código de entrada MSV - 058 'Morro de Conill', origen La Torre de Cabdella Provincia de Lérida
- Accesión M-088 / código de entrada MSV - 088 'Camosa d'Isòvol', origen Isòvol Gerona
- Accesión M-096 / código de entrada MSV - 096 'Totxa', origen Olot Gerona. . .[10]

Una gran parte de las variedades conservadas provienen de la prospecciones realizadas en los últimos años en Cataluña, aunque también hay variedades provenientes de La Rioja, Provincia de Huesca, Provincia de Teruel, Provincia de Salamanca, Principado de Asturias, Provincia de Pontevedra, etc.

## Objetivo de la colección
Su principal objetivo es contribuir a la conservación ex situ de variedades de perales y manzanos procedentes de Cataluña, para evitar la erosión genética de las variedades cultivadas con fines comerciales.